# Chiesa di Santa Maria (Acquasanta Terme)
La chiesa di Santa Maria è un edificio religioso situato ad Acquasanta Terme.
La comunità di Santa Maria festeggia due eventi, il patrono SS. Crocifisso il lunedì dopo le Pentecoste e la Madonna Liberatrice la seconda domenica di settembre. 

## Storia
La prima testimonianza della chiesa di Santa Maria risale al catasto ascolano del 1381, anche se un altro documento attesta la presenza di un chierico Don Damiano già nel 1289.
Inizialmente la chiesa era dedicata alla Vergine. Solo dal 1614 porta anche il titolo di SS. Crocifisso che compare sui rogiti già di fine '500. A questo periodo risalgono alcune opere di restauro, per le quali si può supporre che l'opera sia antecedente.
Parte della chiesa sorge sulle rovine delle antiche terme romane. Infatti durante i lavori di restauro, sotto il pavimento della sacrestia sono stati ritrovati i muri delle antiche vasche.
L'attuale statua della Madonna è opera dello scultore Gius Obletter di Ortisei. La statua precedente, di cera, è andata distrutta malgrado fosse opera di pregio e che in Italia esistessero solo due esemplari.